# Ctenomys azarae
Ctenomys azarae är en däggdjursart som beskrevs av Oldfield Thomas 1903.
Ctenomys azarae ingår i släktet kamråttor, och familjen buskråttor. IUCN kategoriserar arten globalt som sårbar. Inga underarter finns listade i Catalogue of Life.
Arten förekommer i centrala Argentina i provinsen La Pampa. Den vistas i sanddyner med ett glest täcke av gräs. Mellan sanddynerna finns ofta andra landskap och därför är populationerna skilda från varandra.